# Chùa Daitoku

Butsuden (Hondo)

Hatto

Chùa Daitoku (kanji: 大徳寺, romaji: Daitoku-ji, phiên âm Hán-Việt: Đại đức tự) là một ngôi chùa nổi danh thuộc tông Lâm Tế tại thành phố Kyoto, Nhật Bản. Chùa thờ Thích Ca Như Lai và do Thiền sư Tông Phong Diệu Siêu (宗峰妙超, shūhō myōchō) sáng lập. Daitoku là một trong thập sát Kyoto.
Năm 1315, Thiền sư Diệu Siêu tự lập cho mình một cái am nhỏ mang tên Đại đức, nằm ở hướng Tây Bắc của Kyōto. Sau một thời gian, danh tiếng của Sư lan truyền khắp nơi và Nhật hoàng Godaigo mời Sư vào cung tham hỏi Phật pháp. Nhân dịp này, Sư được Thiên hoàng ban cho một khoảnh đất rất lớn để xây dựng một ngôi chùa to (1324). Dưới sự hướng dẫn của một vị tăng thuộc tông Thiên Thai, công trình xây dựng ngôi chùa lớn này được xúc tiến. Tháng ba năm 1327, ngôi chùa này—mang tên am cũ của Sư là Đại đức—được khánh thành dưới sự hiện diện của cựu Nhật hoàng Hanazono và Nhật hoàng Godaigo.
Ngay từ sau khi thành lập, chùa Daitoku là một trung tâm văn hoá quan trọng của Nhật. Với thời gian, ngôi chùa này trở thành một công trình với nhiều chùa nhỏ xung quanh với những vị trụ trì riêng biệt. Một hệ phái thiền quan trọng cũng mang tên của ngôi chùa này, đó là phái Daitokuji (Daitokuji-ha).